# Панасівка (Синельниківський район)
Пана́сівка — село в Україні, у Синельниківському районі Дніпропетровської області. Входить до складу Раївської сільської громади.Населення за переписом 2001 року становить 232 особи. 

## Історія
До 2017 року орган місцевого самоврядування - Новоолександрівська сільська рада.
12 червня 2020 року, відповідно до розпорядження Кабінету Міністрів України № 709-р від «Про визначення адміністративних центрів та затвердження територій територіальних громад Дніпропетровської області», увійшло до складу Раївської сільської громади.
19 липня 2020 року, в результаті адміністративно-територіальної реформи та ліквідації   Синельниківського (1923—2020) району, село увійшло до складу новоутвореного Синельниківського району.

## Географія
Село Панасівка знаходиться біля витоків річки Осокорівка, вище за течією на відстані 2 км розташоване село Вербки-Осокорівка.

## Інтернет-посилання
- Погода в селі Панасівка